# Prokofiev (album)
Prokofiev is een studioalbum van de Nederlandse violiste Janine Jansen. Na een verzameling van relatief kortdurende stukjes op Beau soir, kwam Jansen in 2012 met weer wat langere stukken. In de tijd tussen de albums herstelde Jansen van een burn-out. De titel van het album verwijst naar Sergej Prokofjev, van wie alle composities zijn. De samenwerking tussen Jansen en het London Philharmonic Orchestra leidde op 1 februari 2012 al tot een gezamenlijke uitvoering van het tweede vioolconcert van de Russische componist. 

## Musici
- Janine Jansen – viool
- Boris Brovtsin – viool in de sonate voor twee violen
- Itamar Golan – piano in de sonate voor viool en piano
- London Philharmonic Orchestra - orkest vioolconcert
- Vladimir Jurowski - dirigent vioolconcert

## Muziek
| Nr. | Titel                                                               | Duur       |
| --- | ------------------------------------------------------------------- | ---------- |
| 1.  | Vioolconcert nr. 2 (opnamen 21-23 juni 2012, Londen)                | 27 minuten |
| 4.  | Sonate voor twee violen in C (opnamen 11-14 juni 2012, Berlijn)     | 17 minuten |
| 8.  | Sonate voor viool en piano nr. 1 (opnamen 11-14 juni 2012, Berlijn) | 29 minuten |

## Hitnotering

### NederlandseAlbum Top 100
| Hitnotering: 06-10-2012 t/m | Hitnotering: 06-10-2012 t/m | Hitnotering: 06-10-2012 t/m | Hitnotering: 06-10-2012 t/m | Hitnotering: 06-10-2012 t/m | Hitnotering: 06-10-2012 t/m | Hitnotering: 06-10-2012 t/m | Hitnotering: 06-10-2012 t/m | Hitnotering: 06-10-2012 t/m | Hitnotering: 06-10-2012 t/m | Hitnotering: 06-10-2012 t/m | Hitnotering: 06-10-2012 t/m | Hitnotering: 06-10-2012 t/m | Hitnotering: 06-10-2012 t/m | Hitnotering: 06-10-2012 t/m | Hitnotering: 06-10-2012 t/m | Hitnotering: 06-10-2012 t/m | Hitnotering: 06-10-2012 t/m | Hitnotering: 06-10-2012 t/m | Hitnotering: 06-10-2012 t/m | Hitnotering: 06-10-2012 t/m |
| Week:                       | 1                           | 2                           | 3                           | 4                           | 5                           | 6                           | 7                           | 8                           | 9                           | 10                          | 11                          | 12                          | 13                          | 14                          | 15                          | 16                          | 17                          | 18                          | 19                          | 20                          |
| --------------------------- | --------------------------- | --------------------------- | --------------------------- | --------------------------- | --------------------------- | --------------------------- | --------------------------- | --------------------------- | --------------------------- | --------------------------- | --------------------------- | --------------------------- | --------------------------- | --------------------------- | --------------------------- | --------------------------- | --------------------------- | --------------------------- | --------------------------- | --------------------------- |
| Positie:                    | 10                          | 15                          | 21                          | 21                          | 29                          | 31                          | 47                          | 46                          | 34                          | 49                          | 46                          |                             |                             |                             |                             |                             |                             |                             |                             |                             |